# 르네상스 문학
다음은 르네상스 문학에 관한 설명이다.
르네상스 문학은 15세기 에스파냐의 이탈리아 르네상스에서 결정적인 영향을 받았다. 그리하여 인쇄기의 발명이나 카스틸라어(語)의 표준어화(化)에 따라서 다음의 ‘황금세기’ 개화의 실마리를 준비하기에 이르렀다.
15세기 문학작품에서 우선 주목할 것은 몇 개의 <시가집>이다. 이는 당시의 서사시를 모은 것이다. 신틸라나 후작(1398-1458)은 민요풍의 아름다운 서사시를 만들었고, 환데 메나(1411-56)는 단테의 <신곡>을 모방한 거대한 작품 <미궁(迷宮)>을 남기고 있다. 호르헤 만리케(1440?-79)의 <부친 돈 로드리고의 애도가>(43편)는 완벽한 작품이라고 한다. 종전의 무훈시가 민중 사이에서 ‘로망세’로서 발달하여 14세기 후반에 가서 최성기에 이르렀다. 연극에 있어서는 환 델 엔시나(1468-1529?)가 15세기 말에 교회로부터 연극을 해방 독립시켜, 질 비센테(1465?-1537?)와 토레스 나로(?-1524)가 발전시켰다. 이 세기 최대의 문학작품은 <라 셀레스티나>이다.

## 같이 보기
- 영국 문학
- 16세기 프랑스 문학
- 독일 문학
- 이탈리아 문학
- 폴란드 문학
- 16세기 문학